# Mercer Ellington
Mercer Kennedy Ellington (Washington D. C., 11 de marzo de 1919-Copenhague, 8 de febrero de 1996) fue un músico, compositor y arreglista estadounidense de jazz. Su padre era Duke Ellington, cuya banda dirigió Mercer durante 20 años tras la muerte de su padre, y de cuya sombra musical raramente se apartó.

## Biografía
Ellington nació en Washington D. C., Estados Unidos. Fue el único hijo del compositor, pianista y director de orquesta Duke Ellington y de su novia de la escuela secundaria, Edna Thompson (fallecida en 1967). Ellington creció principalmente en Harlem desde los ocho años. A los dieciocho, Mercer Ellington ya había escrito su primera pieza para ser grabada por su padre (Pigeons and Peppers). Ellington asistió al New College for the Education of Teachers de la Universidad de Columbia, a la Universidad de Nueva York y a la Juilliard School.

### Carrera profesional
En 1939, 1959 y de 1946 a 1949, Ellington dirigió sus propias bandas, muchos de cuyos miembros actuaron más tarde con su padre, o lograron una carrera exitosa por derecho propio (incluyendo a Dizzy Gillespie, Kenny Dorham, Idrees Sulieman, Chico Hamilton, Charles Mingus y Carmen McRae). Durante la década de 1940, en particular, Ellington escribió piezas que se convirtieron en estándares, como Things Ain't What They Used to Be, Jumpin' Punkins, Moon Mist y Blue Serge. También escribió la letra de la popular canción de Hillis Walters, Pass Me By (1946), que fue grabada por Lena Horne, Carmen McRae y Peggy Lee.
Merce Ellington compuso para su padre desde 1940 hasta 1941, y más tarde trabajó como road manager para la orquesta de Cootie Williams (1941 hasta 1943 y de nuevo en 1954). Volvió a trabajar para su padre tocando la trompa tenor en 1950, y luego como director general y copista desde 1955 hasta 1959. En 1960, Ellington se convirtió en el director musical de Della Reese, y más tarde aceptó un trabajo como DJ de radio en Nueva York durante tres años a partir de 1962. En 1965 regresó de nuevo a la orquesta de su padre, esta vez como trompetista y road manager. Cuando su padre murió en 1974, Ellington se hizo cargo de la orquesta, viajando de gira a Europa en 1975 y 1977. Su hijo, Edward Ellington, tocó en la banda a finales de la década de 1970. Su otro hijo, Paul Mercer Ellington, se hizo cargo de ella posteriormente. A principios de la década de 1980, Mercer se convirtió en el primer director de un musical de Broadway con la música de su padre, Sophisticated Ladies, que se representó desde 1981 hasta 1983. El Digital Duke de Mercer ganó el premio Grammy de 1988 al al mejor álbum jazz conjunto. Desde 1982 hasta principios de los años 1990, la Duke Ellington Orchestra incluyó a Barrie Lee Hall, Rocky White, Tommy James, Gregory Charles Royal, J.J. Wiggins, Onzy Matthews y Shelly Carrol, entre otros.

### Fallecimiento y legado
Merce Ellington murió en la capital danesa de un ataque al corazón el 8 de febrero de 1996 a los 76 años. Su hija, Mercedes Ellington, es presidenta del Duke Ellington Center for the Arts. Tras la muerte de Ellington, su hijo Paul se convirtió en el albacea de su patrimonio y del de Duke Ellington y mantuvo viva la Orquesta. El nieto mayor de Ellington, Edward Kennedy Ellington II, también es músico y mantiene una pequeña banda conocida como Duke Ellington Legacy, que a menudo constituye el núcleo de la big band que gestiona el Duke Ellington Center for the Arts.

### Vida personal
Mercedes nació en 1939, hija de Ellington y Ruth Batts, con quien nunca estuvo casado. Ellington se casó tres veces: su primer matrimonio fue con Evelyn Walker (1942-1976), con quien tuvo dos hijos, Gayl Ellington y Edward Ellington II; el segundo matrimonio de Ellington fue con la cantante y actriz Della Reese en abril de 1961, pero el matrimonio se anuló en junio de ese año, tras determinarse que el anterior divorcio exprés en México con Evelyn Walker no era válido. Su tercer matrimonio fue con Lene Margrethe Scheid, desde 1978 hasta que falleció. Juntos, Ellington y Scheid, tuvieron un hijo, Paul Ellington, nacido en 1979.

## Discografía

### Como líder
- Steppin' into Swing Society (Coral, 1958)
- Colors in Rhythm (Coral, 1959)
- Black and Tan Fantasy (MCA, 1974)
- Continuum (Fantasy, 1975)
- Hot and Bothered (A Re-Creation) (Doctor Jazz, 1985)
- Digital Duke (GRP, 1987)
- Music Is My Mistress (Musicmasters, 1989)
- Take the Holiday Train (Special Music, 1992)
- Marian McPartland's Piano Jazz with Guest Mercer Ellington (Jazz Alliance, 1994)
- Only God Can Make a Tree (Musicmasters, 1996)[12]

### Como arreglista
- Conn Clark Terry: Duke with a Difference (Riverside, 1957)